# Psyttalia proclivis
Psyttalia proclivis är en stekelart som först beskrevs av Papp 1981.  Psyttalia proclivis ingår i släktet Psyttalia och familjen bracksteklar. Inga underarter finns listade i Catalogue of Life.